# Lygidea essigi
Lygidea essigi är en insektsart som beskrevs av Van Duzee 1925. Lygidea essigi ingår i släktet Lygidea och familjen ängsskinnbaggar. Inga underarter finns listade i Catalogue of Life.